# Ne pas avaler
Pour plus de détails, voir Fiche technique et Distribution.
Ne pas avaler (Nil by Mouth) est un film dramatique franco-britannique écrit et réalisé par Gary Oldman, sorti en 1997. Coproduit par Luc Besson et Douglas Urbanski, le film a été présenté au Festival de Cannes 1997, et notamment comme film d'ouverture.
C'est la première réalisation et le premier scénario de Gary Oldman, qui a également produit le film avec Douglas Urbanski et Luc Besson, son ami qui l'avait dirigé dans Léon et dans Le Cinquième Élément. Le film a été un succès critique et a remporté huit récompenses, dont un BAFTA Award.

## Synopsis
Ne pas avaler dépeint la vie quotidienne d'une famille déchirée par la violence, l'alcool et la drogue, sans jamais tomber dans le misérabilisme.
La famille de Raymond, sa femme Val et son beau-frère Billy vivent dans un quartier ouvrier de Londres. Billy est drogué et Raymond l'expulse de chez lui, le contraignant à vivre dehors, espérant l'aide de sa mère Janet et de sa grand-mère Kath. Raymond, père d'une petite fille, est la plupart du temps ivre et devient parfois violent, y compris avec sa femme enceinte.

## Autour du film
Le film est inspiré de l'expérience personnelle de Gary Oldman : la jeunesse qu'il a passée dans une banlieue du Sud-Est de Londres. La sœur de Gary Oldman, Laila Morse (plus connue pour interpréter le rôle de Mo Harris dans EastEnders) joue Janet, la mère de Valérie. Sa mère figure également au casting : elle chante à la fin du film, doublée par une autre actrice à l'écran (Edna Doré).
La bande originale a été composée par Eric Clapton, sans avoir jamais été commercialisée.
Le film compte parmi les fictions affichant le plus de fois le mot « fuck », avec 522 occurrences.

## Fiche technique
- Titre : Ne pas avaler
- Titre original : Nil by Mouth
- Réalisation : Gary Oldman
- Scénario : Gary Oldman
- Photographie : Ron Fortunato
- Montage : Brad Fuller
- Musique : Eric Clapton
- Production : Gary Oldman, Douglas Urbanski, Luc Besson
- Sociétés de production : SE8 Group, EuropaCorp
- Sociétés de distribution : Fox Searchlight Pictures, ARP Sélection, Sony Pictures Classics
- Budget : 9 000 000 de dollars[2]
- Pays de production : Royaume-Uni, France
- Langue : anglais
- Format : Couleurs (Technicolor) - 1,85:1 35 mm - Son Dolby
- Genre : Drame
- Durée : 128 minutes
- Dates de sortie : 
  - Royaume-Uni : 10 octobre 1997
  - France : 5 novembre 1997
  - États-Unis : 6 février 1998

## Distribution
- Ray Winstone : Ray
- Kathy Burke (VF : Odile Schmitt) : Valerie
- Charlie Creed-Miles : Billy
- Laila Morse : Janet
- Edna Doré : Kath
- Chrissie Cotterill : Paula
- Jon Morrison : Angus
- Jamie Foreman : Mark
- Steve Sweeney : Danny

## Distinctions

### Récompenses
Festival de Cannes
- Prix d'interprétation féminine (Kathy Burke)

BAFTA Awards
- Meilleur film britannique (Alexander Korda Award) (Gary Oldman, Luc Besson et Douglas Urbanski)
- Meilleur scénario original (Gary Oldman)

Festival international d'Edimbourg
- Channel 4 Director's Award (Gary Oldman)

British Independent Film Awards
- Meilleure performance d'acteur britannique dans un film indépendant (Ray Winstone)
- Meilleure performance d'actrice britannique dans un film indépendant (Kathy Burke)
- Révélation toutes catégories (Laila Morse)

Royal Variety Club of Great Britain
- Meilleure actrice (Kathy Burke)[3]

Empire Awards
- Meilleur premier film (Gary Oldman)

### Nominations
Palme d'or au Festival de Cannes
- Meilleur film

BAFTA Awards
- Meilleur acteur dans un rôle principal (Ray Winstone)
- Meilleure actrice dans un rôle principal (Kathy Burke)

European Film Awards
- Meilleure photographie (Ray Fortunato)

British Independent Film Awards
- Meilleur réalisateur britannique dans un film indépendant (Gary Oldman)
- Meilleur film britannique indépendant (Gary Oldman et Douglas Urbanski)
- Meilleur scénario original d'un scénariste britannique dans un film indépendant (Gary Oldman)

Golden Frog Award
- Meilleure photographie (Ron Fortunato)

### Article annexe
- Psychotrope au cinéma et à la télévision